# Weezer
Weezer (транскр.  Визер) америчка је рок група из Лос Анђелеса основана 1992. године. „Buddy Holly”, „Say It Ain't So” и „Island in the Sun” су њихови синглови међу најуспешнијим на топ-листама широм света. Добитници су Награде Греми за најбољи музички видео за песму „Pork and Beans” 2009. године и вишеструки добитници МТВ видео музичке награде.

## Чланови групе
Тренутни чланови
- Риверс Куомо — вокал, гитара (1992—данас)
- Патрик Вилсон — бубњеви, перкусије (1992—данас)
- Брајан Бел — гитара, клавијатура, вокал (1994—данас)
- Скот Шринер — бас гитара, вокал (2001—данас)

Бивши чланови
- Мет Шарп — бас гитара, пратећи вокали (1992—1998)
- Џејсон Кропер — гитара, пратећи вокали (1992—1993)
- Мајки Велш — бас гитара, пратећи вокали (1998—2001; умро 2011)

## Дискографија
- Weezer (плави албум) (1994)
- Pinkerton (1996)
- Weezer (зелени албум) (2001)
- Maladroit (2002)
- Make Believe (2005)
- Weezer (црвени албум) (2008)
- Raditude (2009)
- Hurley (2010)
- Everything Will Be Alright in the End (2014)
- Weezer (бели албум) (2016)
- Pacific Daydream (2017)
- Weezer (тиркизни албум) (2019)
- Weezer (црни албум) (2019)